# جان باند (بازیکن فوتبال)
جان باند (انگلیسی: John Bond؛ ۱۷ دسامبر ۱۹۳۲ – ۲۵ سپتامبر ۲۰۱۲) یک بازیکن فوتبال اهل انگلستان بود.